# 麥龍詩迪

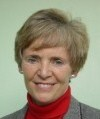
麦龙诗迪

麥龍詩迪教授，SBS，OBE，JP，FRCP (Edin), FRCP (Lon)（英語：Professor Judith Longstaff Mackay，1943年—），英國和香港醫學家，著名公共衞生及煙草控制專家。1967年從英國移居香港。1984年以來專注於公共衞生，特別是煙草控制。曾協助起草《煙草控制框架公約》。

## 榮譽
2006年，獲銀紫荊星章。2007年，獲《時代雜誌》選為时代百大人物。2008年獲英帝國官佐勳章（OBE）。2009年，獲《英國醫學期刊》終身成就獎。2016年，獲香港樹仁大學頒授榮譽社會科學博士學位。